# دونگهوا لی
دونگهوا لی (به انگلیسی: Donghua Li) ژیمناست زادهٔ ۱۰ دسامبر ۱۹۶۷ میلادی اهل کشور سوئیس است.